# Eilhard Erich Pauls
Eilhard Erich Pauls (* 26. August 1877 in Groß Salze; † 30. Mai 1961 in Lübeck) war ein deutscher Autor und Gymnasiallehrer.

## Leben und Wirken
Nach dem Besuch des Pädagiums am Kloster Unser Lieben Frauen in Magdeburg studierte Eilhard Erich Pauls Germanistik, Geographie, Geschichte und Klassische Philologie an den Universitäten in Tübingen, Berlin und Halle. An der Universität Halle legte er 1900 das Staatsexamen für den höheren Schuldienst ab. Nach seiner Zeit als Referendar, Hilfslehrer und Internatserzieher wurde er 1903 Gymnasiallehrer in Lübeck, zunächst am Reformgymnasium, dann am Johanneum, wo er zum Professor ernannt wurde. Einer seiner dortigen Schüler war Willy Brandt. Neben seiner Lehrtätigkeit trat er als Autor von Romanen, Novellen und historischen Schriften hervor.

## Veröffentlichungen (Auswahl)
- Vom Leid. Novellen. Schlößmann, Hamburg 1909.
- Blücher. Schlößmann, Hamburg 1910.
- Der Freiheit Hauch. Roman aus der Franzosenzeit. Hamburg 1910.
- Frau Christel. Eine Novelle. Schlößmann, Hamburg 1911.
- Kai Friedrich. Es ist eine Lust zu leben. Roman. Hamburg 1912.
- Der Hüter Israels. Kriegsnovellen aus der Heimat. Schlößmann, Leipzig 1915.
- Jan Jites Wanderbuch. Roman. Amelang, Leipzig 1916
- Ich hatt' einen Kameraden. Erinnerungen eines Infanterie-Offiziers. Schlößmann, Leipzig 1918.
- Der Heidewanderer. Drei Jesus-Geschichten. Christlicher Verein im nördl. Deutschland, Eisleben 1919.
- Der Wolfshof. Roman aus deutscher Not. Furche-Verlag, Berlin 1920.
- Der Gang nach Canossa. Verlag Hachmeister & Thal, Leipzig 1922.
- Der Beginn der bürgerlichen Zeit. Biedermeier-Schicksale. Quitzow, Lübeck 1924.
- Das Ende der galanten Zeit. Gräfin Voss am preußischen Hofe. Quitzow, Lübeck 1924.
- Der eine Mann. Ein Roman aus der Notzeit deutscher Mark. Heimat-Verlag, Halle 1925.
- Klein-Bettenhausen. Die liebe alte Stadt. Schlößmann, Leipzig 1925.
- Der politische Biedermeier. Quitzow, Lübeck 1925.
- Stille und Sturm. Vier Erzählungen. Heimat-Verlag, Halle 1926.
- Die Geschwister im Salzkorb. Erinnerungen an eine Kleinstadtjugend. Schlößmann, Leipzig 1927.
- Rings um Luther. Quitzow, Lübeck 1927.
- (Hrsg.): Schillers Leben. Velhagen & Klasing, Bielefeld 1931.
- (Hrsg.): Alt und Jung in der deutschen Literatur. Velhagen & Klasing, Bielefeld 1932.
- Von Hermann bis Hitler. Deutsches Geschehen. Schlößmann, Leipzig 1933.
- Ein Jahr Volkskanzler. Schlößmann, Leipzig 1934.
- Die Tochter des Wandsbecker Boten. Eine Erzählung. Acker-Verlag, Berlin 1938.
- Lübeck, seine Entwicklung bis auf unsere Tage. Friesen-Verlag, Bremen-Wilhelmshaven 1952.